# Fifth Third Bank Tennis Championships 2004
Il Fifth Third Bank Tennis Championships 2004 è stato un torneo di tennis facente parte della categoria ATP Challenger Series nell'ambito dell'ATP Challenger Series 2004. Il torneo si è giocato a Lexington negli Stati Uniti dal 26 luglio al 1º agosto 2004 su campi in cemento.

## Vincitori

### Singolare
Matias Boeker ha battuto in finale  Jesse Witten con il punteggio di 6–2, 4–6, 7–6(5).

### Doppio
Matias Boeker /  Amer Delić hanno battuto in finale  Harsh Mankad /  Jason Marshall 7–5, 6–4.